# Atesta
Atesta is een kevergeslacht uit de familie van de boktorren (Cerambycidae). De wetenschappelijke naam van het geslacht werd voor het eerst geldig gepubliceerd in 1866 door Pascoe.

## Soorten
Atesta omvat de volgende soorten:
- Atesta angasii (Pascoe, 1864)
- Atesta antennalis (Carter, 1929)
- Atesta apicalis (Carter, 1929)
- Atesta balteata (Pascoe, 1864)
- Atesta besti Oke, 1928
- Atesta bifasciata (Pascoe, 1863)
- Atesta brittoni Wang, 1993
- Atesta brooksi Wang, 1993
- Atesta carteri Wang, 1993
- Atesta centroaustralica Wang, 1993
- Atesta ciliata (Pascoe, 1863)
- Atesta dixoni Oke, 1928
- Atesta eremita Blackburn, 1893
- Atesta houstoni Wang, 1993
- Atesta ibidionoides (Pascoe, 1859)
- Atesta laevigata (Blackburn, 1892)
- Atesta latifasciata Wang, 1993
- Atesta longoelytrata Wang, 1993
- Atesta mapida Wang, 1993
- Atesta mediana Wang, 1993
- Atesta minuta Wang, 1993
- Atesta newi Wang, 1993
- Atesta nigrihumerus Wang, 1993
- Atesta paratasmanica Wang, 1993
- Atesta patula Wang, 1993
- Atesta pubescens Wang, 1993
- Atesta sisyroides Wang, 1993
- Atesta sita Wang, 1993
- Atesta sparsa (Blackburn, 1892)
- Atesta stigmosa (Pascoe, 1866)
- Atesta tasmanica (Gahan, 1893)
- Atesta thorntoni Wang, 1993
- Atesta tripartita (Pascoe, 1864)
- Atesta tropicalis (Carter, 1929)
- Atesta unifasciata Wang, 1993
- Atesta vittata (Blackburn, 1892)